# Niamh Charles
Niamh Charles (Wirral, 21 juni 1999) is een voetbalspeelster uit Engeland. Ze speelt als verdediger voor Chelsea FC in de Super League.

## Clubcarrière
Charles begon haar carrière in de jeugdopleiding bij Liverpool. In april 2016 maakte ze haar debuut in een gelijkspel tegen Sunderland.
Na de degradatie van Liverpool maakte Charles de overstap naar Chelsea FC.  Chelsea coach Emma Hayes gebruikte Charles als linksback. Met Chelsea won Charles de treble en mocht ze de Champions Leaguefinale spelen die werd verloren van FC Barcelona. 
In het seizoen 2022-2023 werd Charles opnieuw kampioen met Chelsea, en won ze ook de beker. Op 18 mei 2025 won ze opnieuw de FA Cupma een overwinning in de finale op Manchester United WFC.

## Statistieken
| Seizoen | Club       | Land     | Competitie   | Wedstrijden | Doelpunten |
| ------- | ---------- | -------- | ------------ | ----------- | ---------- |
| 2017/18 | Liverpool  | Engeland | Super League | 3           | 3          |
| 2018/19 | Liverpool  | Engeland | Super League | 1           | 1          |
| 2019/20 | Liverpool  | Engeland | Super League | 13          | 2          |
| 2020/21 | Chelsea FC | Engeland | Super League | 13          | 1          |
| 2021/22 | 20         | Engeland | Super League | 1           |            |
| 2022/23 | 21         | Engeland | Super League | 4           |            |
| 2023/24 | 22         | Engeland | Super League | 2           |            |
| 2024/25 | 12         | Engeland | Super League | 0           |            |
| Totaal  | Totaal     | Totaal   | Totaal       | 105         | 14         |

Laatste update: 27 juli 2025

## Interlandcarrière
Charles maakte haar debuut voor het Engelse nationale team op 9 april 2021 in een duel tegen Frankrijk. Een jaar later viel ze af voor de definitieve selectie voor op het EK 2022, dat Engeland in eigen land wist te winnen.
Op 31 mei 2023 selecteerde bondscoach Sarina Wiegman Charles voor het WK 2023. Charles maakte in haar opwachting in de wedstrijden tegen China en Australië. Engeland wist de finale van het WK te halen. Deze werd echter met 1-0 verloren van Spanje.
Op 6 juni 2025 werd Charles opgenomen in de Engelse selectie voor op het EK 2025 in Zwitserland. Met haar land werd Charles op 27 juli 2025 Europees kampioen door in de finale na penalty's af te rekenen met Spanje.
1 Earps ·
2 Bronze ·
3 Charles ·
4 Walsh ·
5 Greenwood ·
6 Bright  ·
7 James ·
8 Stanway ·
9 Daly ·
10 Toone ·
11 Hemp ·
12 Nobbs ·
13 Hampton ·
14 Wubben-Moy ·
15 Morgan ·
16 Carter ·
17 Coombs ·
18 Kelly ·
19 England ·
20 Zelem ·
21 Roebuck ·
22 Robinson ·
23 Russo ·
Coach: Wiegman
1 Hampton ·
2 Bronze ·
3 Charles ·
4 Walsh ·
5 Greenwood ·
6 Williamson  ·
7 James ·
8 Stanway ·
9 Mead ·
10 Toone ·
11 Hemp ·
12 Le Tissier ·
13 Moorhouse ·
14 Clinton ·
15 Morgan ·
16 Carter ·
17 Agyemang ·
18 Kelly ·
19 Beever-Jones ·
20 Park ·
21 Keating ·
22 Wubben-Moy ·
23 Russo ·
Coach: Wiegman